# Hong Kong First Division League
Hong Kong First Division League este primul eșalon din sistemul competițional fotbalistic din Hong Kong.

### Cluburile sezonului 2010-11
| Club                   | Poziție în sezonul 2009–10 | Primul sezon în prima divizie | Ultimul titlu |
| ---------------------- | -------------------------- | ----------------------------- | ------------- |
| Citizen                | 4th                        | 2004–05                       | n/a           |
| Fourway Rangers        | 7th                        | 2008–09                       | n/a           |
| Hong Kong FC           | 1, Second Division         |                               | 1919–20       |
| Kitchee                | 3rd                        | 1947–48                       | 1963–64       |
| NT Realty Wofoo Tai Po | 6th                        | 2006–07                       | n/a           |
| South China            | 1st                        | 1918–19                       | 2007–08       |
| Sun Hei                | 5th                        | 1994–95                       | 2004–05       |
| Tai Chung              | 8th                        | 2009–10                       | n/a           |
| TSW Pegasus            | 2nd                        | 2008–09                       | n/a           |
| Tuen Mun               | 2, Second Division         |                               | n/a           |

## Stadioane
- Hong Kong Stadium: South China AA, Kitchee SC
- Siu Sai Wan Sports Ground: Citizen AA
- Kowloon Bay Park: Happy Valley AA, Tai Chung
- Sham Shui Po Sports Ground: Fourway Rangers Athletics
- Tsing Yi Sports Ground: Sun Hei, Tuen Mun Progoal
- Shatin Sports Ground: Shatin SA
- Tai Po Sports Ground: Tai Po FC
- Yuen Long Stadium: TSW Pegasus FC

## Campioane
| Echipă                       | Campionate | Campionate                                 | Campionate                           | Sezoane |
| Echipă                       | Total      | Înaintea Celui de-al Doilea Război Mondial | După Cel de-al Doilea Război Mondial | Sezoane |
| ---------------------------- | ---------- | ------------------------------------------ | ------------------------------------ | --- |
| South China                  | 40         | 9                                          | 31                                   | 1923–24, 1930–31, 1932–33, 1934–35, 1935–36, 1937–38, 1938–39, 1939–40, 1940–41, 1948–49, 1950–51, 1951–52, 1952–53, 1954–55, 1956–57, 1957–58, 1958–59, 1959–60, 1960–61, 1961–62, 1965–66, 1967–68, 1968–69, 1971–72, 1973–74, 1975–76, 1976–77, 1977–78, 1985–86, 1986–87, 1987–88, 1989–90, 1990–91, 1991–92, 1996–97, 1999–00, 2006–07, 2007–08, 2008–09, 2009–10 |
| Seiko                        | 9          | –                                          | 9                                    | 1972–73, 1974–75, 1978–79, 1979–80, 1980–81, 1981–82, 1982–83, 1983–84, 1984–85 |
| Happy Valley                 | 6          | –                                          | 6                                    | 1964–65, 1988–89, 1998–99, 2000–01, 2002–03, 2005–06 |
| R.G.A.                       | 5          | 5                                          | 0                                    | 1909–10, 1912–13, 1914–15, 1915–16, 1917–18 |
| Eastern                      | 4          | 0                                          | 4                                    | 1955–56, 1992–93, 1993–94, 1994–95 |
| C.A.A.                       | 3          | 3                                          | 0                                    | 1927–28, 1928–29, 1929–30 |
| Kitchee                      | 3          | 0                                          | 3                                    | 1947–48, 1949–50, 1963–64 |
| Convoy Sun Hei               | 3          | –                                          | 3                                    | 2001–02, 2003–04, 2004–05 |
| Buffs                        | 2          | 2                                          | 0                                    | 1908–09, 1910–11 |
| King's Own Rifiles           | 2          | 2                                          | –                                    | 1911–12, 1922–23 |
| South Welsh Borderers        | 2          | 2                                          | –                                    | 1931–32, 1933–34 |
| K.M.B.                       | 2          | –                                          | 2                                    | 1953–54, 1966–67 |
| Double Flower (Instant-Dict) | 2          | –                                          | 2                                    | 1995–96, 1997–98 |
| D.C.L.I.                     | 1          | 1                                          | –                                    | 1913–14 |
| Royal Engineers              | 1          | 1                                          | 0                                    | 1916–17 |
| Royal Navy                   | 1          | 1                                          | 0                                    | 1918–19 |
| HKFC                         | 1          | 1                                          | 0                                    | 1919–20 |
| Wiltshire Regiment           | 1          | 1                                          | –                                    | 1920–21 |
| HMS Curiew                   | 1          | 1                                          | –                                    | 1921–22 |
| East Surrey Regt.            | 1          | 1                                          | –                                    | 1924–25 |
| Kowloon FC                   | 1          | 1                                          | –                                    | 1925–26 |
| Recreio                      | 1          | 1                                          | –                                    | 1926–27 |
| Ulster Guards                | 1          | 1                                          | –                                    | 1936–37 |
| Royal Air Force              | 1          | 0                                          | 1                                    | 1945–46 |
| Sing Tao                     | 1          | 0                                          | 1                                    | 1946–47 |
| Yuen Long                    | 1          | –                                          | 1                                    | 1962–63 |
| Jardines                     | 1          | –                                          | 1                                    | 1969–70 |
| Rangers                      | 1          | –                                          | 1                                    | 1970–71 |